# At Dawn
Albums de My Morning Jacket
The Tennessee Fire
(1999) Chocolate and Ice
(2002)
At Dawn est le deuxième album de My Morning Jacket, sorti en 2001. L'album marque un tournant pour le groupe dans son cheminement vers des chansons plus ambitieuses et un son plus éclectique.

## Liste des titres
Toutes les chansons sont écrites et composées par Jim James.
| 1.    | At Dawn                                                                    | 3:49 |
| 2.    | Lowdown                                                                    | 3:53 |
| 3.    | The Way That He Sings                                                      | 5:35 |
| 4.    | Death Is the Easy Way                                                      | 5:28 |
| 5.    | Hopefully                                                                  | 5:55 |
| 6.    | Bermuda Highway                                                            | 3:19 |
| 7.    | Honest Man                                                                 | 7:46 |
| 8.    | X-mas Curtain                                                              | 4:49 |
| 9.    | Just Because I Do                                                          | 2:55 |
| 10.   | If It Smashes Down                                                         | 5:28 |
| 11.   | I Needed It Most                                                           | 6:36 |
| 12.   | Phone Went West                                                            | 7:05 |
| 13.   | Strangulation!                                                             | 8:08 |
| 14.   | Mediate, Try Not to Hate... Love Yer Mate, Like Sex on 8... (Hidden track) | 3:08 |
| 74:21 |                                                                            |      |

## Personnel
- Danny Cash - Clavier
- Jim James - Chant, guitares, harmonica & banjo
- Johnny Quaid - Guitares
- Two Tone Tommy - Basse
- J. Glenn - Batterie